# Candice Denizot
Pour les articles homonymes, voir Denizot.
Candice Denizot est une triathlète française née le 3 juillet 2002 à Luxeuil-les-Bains (Haute-Saône), double championne de France de triathlon courte distance en 2023 et 2024.

## Biographie
Candice Denizot nait à Luxeuil-les-Bains et se forme dans le club de Vesoul en passant toute son adolescence à Vaivre-et-Montoille. En 2022, elle atteint la deuxième place des championnats de France de triathlon. Avec son club de Poissy, elle fait partie de l'équipe championne d'Europe des clubs en 2023. La même année, la haute-saônoise devient championne de France de triathlon courte distance.
Elle fait partie de l’équipe de France U23/juniors en relais mixte lors des épreuves dédiés à cette catégorie d'âge, double championne du monde de relais mixte U23/juniors en 2022 à Montréal et en 2024 à Torremolinos, l'équipe prend la 4e place de l'épreuve en 2023 à Hambourg.
En 2024, de nouveau championne de France, elle prend la troisième place d'une épreuve de coupe du monde à Valence, en terminant à quinze secondes derrière la gagnante allemande Lisa Tertsch, neuvième de la course des jeux olympiques de Paris.
Avec Emma Lombardi, Nils Serre Gehri et Jules Rethoret, elle est sacrée championne du monde en relais mixte U23/juniors 2024 devant l'équipe d'Allemagne et l'équipe de Hongrie à Torremolinos.

## Palmarès
Le tableau présente les résultats les plus significatifs (podium) obtenus sur le circuit national et international élite de triathlon depuis 2022.
| Année | Compétition                                           | Pays    | Position           | Temps          |
| ----- | ----------------------------------------------------- | ------- | ------------------ | -------------- |
| 2024  | Championnats de France                                | France  | Médaille d'or      | 1 h 3 min 21 s |
| 2024  | Coupe du monde - l'étape sprint de Valence            | Espagne | Médaille de bronze | 55 min 21 s    |
| 2023  | Championnats de France                                | France  | Médaille d'or      | 1 h 3 min 22 s |
| 2023  | Championnat d'Europe des clubs champions de triathlon | France  | Médaille d'or      | 24 min 5 s     |
| 2022  | Coupe d'Europe - l'étape sprint d'Alanya              | Turquie | Médaille de bronze | 1 h 0 min 2 s  |
| 2022  | Championnats de France                                | France  | Médaille d'argent  | 1 h 2 min 35 s |